# Loi 1 du football

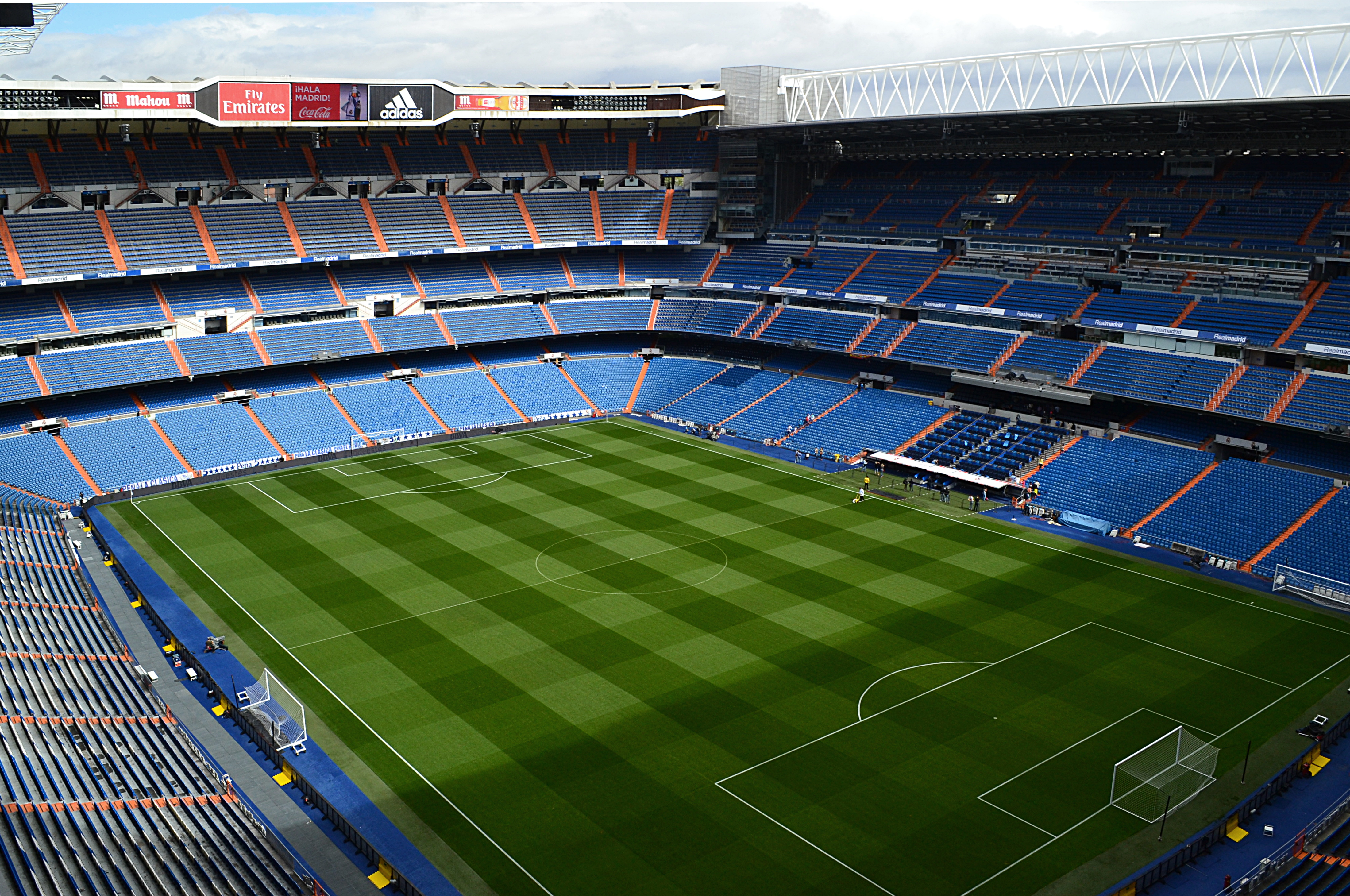
Le Stade Santiago-Bernabéu du Real Madrid.

La loi 1 du football définit les caractéristiques du terrain de football, des différentes surfaces qui y sont délimitées et des buts. Elle fait partie des lois du jeu régissant le football, maintenues par l'International Football Association Board (IFAB).
Le terrain est un rectangle de longueur comprise entre 90 et 120 mètres (100 à 130 yards, l'unité originellement utilisée dans les lois du jeu) et de largeur comprise entre 45 et 90 mètres (50 à 100 yards), soit une surface qui varie de 4 050 m2 à 10 800 m2. Pour les matchs internationaux, il mesure environ 105 m (115 yards) sur 68 m (75 yards), soit une surface d'environ 7 000 m2. Il peut être de plusieurs revêtements : pelouse naturelle ou synthétique, graviers, terre. 
Le terrain et les différentes surfaces qui le composent sont délimités par des lignes sur le sol. Les buts ont une longueur de 7,32 m (24 pieds) entre l’intérieur de chaque poteau et 2,44 m (8 pieds) de haut entre le sol et la partie inférieure de la barre transversale. Ils sont placés au centre de chaque ligne de but. 

## Repères historiques
- 1862. Aucune allusion au terrain de jeu dans les règles édictées par Thring.
- 1863. Premières indications concernant le terrain de jeu dans le règlement de Cambridge.
- 1875. Sous la pression de la Sheffield FA, la FA autorise l'usage d'une barre transversale sur les buts, remplaçant le ruban qui en fixait jusqu'alors la hauteur. La dimension des buts est définitivement fixée à 7,32 m  de longueur pour 2,44 m de hauteur.
- 1891. Des filets sont désormais fixés aux buts.
- 1891. Création de la surface de réparation.
- 1892. Le gardien peut toucher le ballon de la main dans sa surface de réparation et pas sur toute sa moitié de terrain, comme c'était le cas jusque-là.
- 1897. Ultime modification du traçage du terrain avec l'ajout d'un arc de cercle à 9,15 m du point de penalty.

## Le règlement actuel

### Surface (substrat)

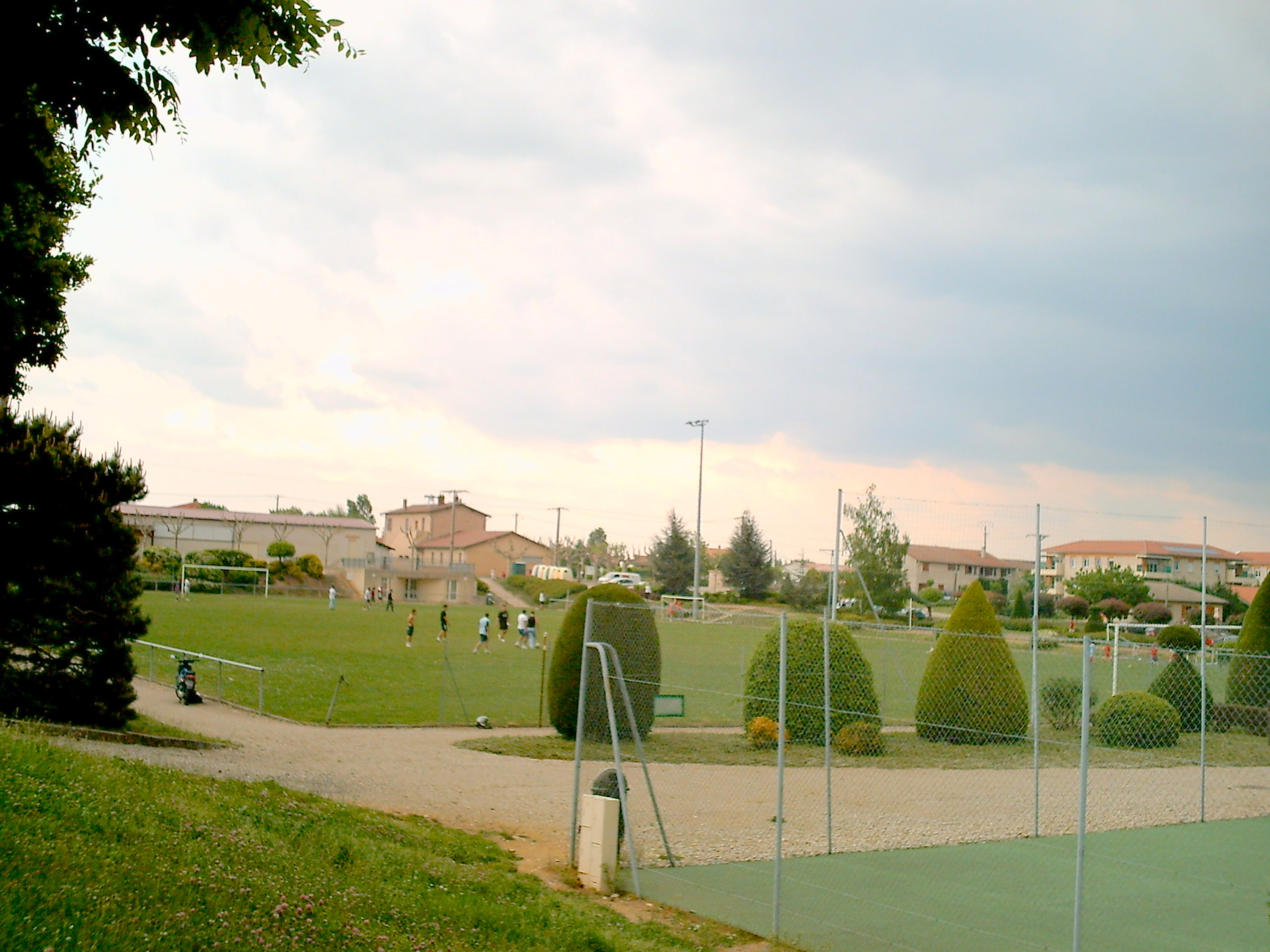
Terrain amateur en pelouse naturelle.

Les matchs internationaux et professionnels peuvent être disputés sur des surfaces naturelles ou artificielles, conformément au règlement de la compétition en question.
Les terrains artificiels doivent être de couleur verte. Lorsque des surfaces artificielles sont utilisées pour des matchs de compétition entre équipes représentatives des associations affiliées à la FIFA ou pour des matchs de compétitions internationales de clubs, les surfaces doivent satisfaire aux exigences du Concept qualité de la FIFA pour les surfaces Football Turfe ou de l’International Artificial Turf Standard sauf en cas de dérogation exceptionnelle accordée par la FIFA.

### Marquage du terrain
Le terrain de jeu doit être rectangulaire et délimité par des lignes. Les deux lignes les plus longues sont appelées lignes de touche, les deux plus courtes sont les lignes de but.
Le terrain de jeu est divisé en deux moitiés par la ligne médiane qui joint le milieu des lignes de touche. Le point central est marqué au milieu de la ligne médiane. Autour de ce point est tracé un cercle de 9,15 m de rayon.
Afin de matérialiser la distance à observer par l’adversaire lors de l’exécution d’un coup de pied de coin, il est possible de tracer une marque à 9,15 m de l’arc de cercle de coin, à l’extérieur du terrain de jeu, perpendiculairement à la ligne de but et à la ligne de touche.
Toutes les lignes ainsi que les poteaux et la barre transversale doivent avoir la même largeur, et ne pas dépasser 12 cm. Elles font partie intégrante des surfaces qu'elles délimitent (les mesures sont prises à partir de l'extérieur des lignes).

### Dimensions

Dimensions d'un terrain de football.

La longueur des lignes de touche doit être supérieure à la longueur des lignes de but. 
- Longueur (ligne de touche) : minimum 90 m, maximum 120 m.
- Largeur (ligne de but) : minimum 45 m, maximum 90 m.

Pour les matchs internationaux :
- Longueur (ligne de touche) : 100 m à 110 m ;
- Largeur (ligne de but) : 64 m à 75 m.

Les organisateurs de compétitions peuvent déterminer les dimensions des lignes de but et des lignes de touche en respectant les limites supérieures et inférieures ci-dessus.

### Surface de but
Deux lignes sont tracées perpendiculairement à la ligne de but, à 5,5 m (6 yards) de l’extérieur de chaque poteau de but. Ces deux lignes avancent sur le terrain de jeu sur une distance de 5,5 m et sont réunies par une ligne tracée parallèlement à la ligne de but. L’espace délimité par ces lignes et la ligne de but est appelé surface de but.

### Surface de réparation
Deux lignes sont tracées perpendiculairement à la ligne de but, à 16,5 m (18 yards) de l’extérieur de chaque montant du but. Ces deux lignes avancent sur le terrain de jeu sur une distance de 16,5 m et sont réunies par une ligne tracée parallèlement à la ligne de but. L’espace délimité par ces lignes et la ligne de but est appelé surface de réparation.
À l’intérieur de chaque surface de réparation est marqué le point de penalty, à 11 m (12 yards) du milieu de la ligne de but et à égale distance des montants de but. 
À l’extérieur de chaque surface de réparation est tracé un arc de cercle de 9,15 m (10 yards) de rayon ayant pour centre le point de réparation (point de penalty).

### Drapeaux de coin (poteaux de corner)
À chaque coin du terrain, doit être planté un drapeau avec une hampe – non pointue – s’élevant au moins à 1,50 m du sol.
Des drapeaux similaires peuvent également être plantés à chaque extrémité de la ligne médiane, à au moins 1 m de la ligne de touche, à l’extérieur du terrain de jeu.

### Surface de coin
Un quart de cercle d’1 m de rayon ayant pour centre la base du drapeau de coin est tracé à l’intérieur du terrain de jeu.

### Surface technique
Quand le stade dispose de places assises pour les officiels d'équipe et joueurs remplaçants, une surface technique y est délimitée (jusqu'à 1 m de la ligne de touche et 1 m de part et d'autre des places assises). Les personnes y prenant place doivent être identifiées, adopter un comportement responsable et, sauf exceptions, ne pas la quitter sans l'autorisation de l'arbitre. 
Une seule personne à la fois est autorisée à donner des instructions tactiques depuis la surface technique.

### Buts
Les buts sont placés au centre de chaque ligne de but. Ils sont constitués de deux montants verticaux (poteaux) s’élevant à égale distance des drapeaux de coin et reliés en leur sommet par une barre transversale.
Les poteaux et la barre transversale doivent être en bois, en métal ou dans une autre matière agréée. Ils peuvent être de forme carrée, rectangulaire, circulaire ou elliptique et ne doivent en aucun cas présenter un danger pour les joueurs. La distance séparant l’intérieur des deux poteaux est de 7,32 m (8 yards) et le bord inférieur de la barre transversale se situe à 2,44 m (2 yards et 2 pieds) du sol.
Les poteaux et la barre doivent avoir la même largeur et la même épaisseur, de 12 cm maximum, et être de couleur blanche. La ligne de but doit en outre avoir la même largeur que les poteaux et la barre transversale. Des filets peuvent être attachés aux buts et au sol derrière les buts. Ils doivent être convenablement soutenus afin de ne pas gêner le gardien de but. 
Les buts (y compris les buts amovibles) doivent être fermement fixés au sol.

### Publicité et logos
Toute publicité réelle ou virtuelle est interdite sur le terrain pendant que les équipes y sont présentes. Aucun logo ou emblème (de la FIFA, des compétitions, des clubs, etc.) n'y est autorisé, sauf sur les drapeaux de coin.

### Technologie sur la ligne de but
Un système technologique peut être employé pour déterminer si un but a été marqué ou non. L'information qu'un but a été marqué est transmise aux arbitres (et à eux seuls) par l'intermédiaire de leur montre qui émet un signal visuel et une vibration.

### Assistance vidéo à l'arbitrage
Lors des matches où l'assistance vidéo à l'arbitrage est permise, il doit y avoir :
- une salle de visionnage où travaillent l'arbitre assistant vidéo, ses adjoints et les techniciens, d'accès réservé, située dans le stade même ou à distance ;
- une zone de visionnage au profit de l'arbitre, délimitée au bord du terrain.

Tout joueur ou officiel d'équipe pénétrant dans la zone de visionnage doit être averti (exclu, pour la salle de visionnage).

## Unité de mesure
Le terrain de football est fréquemment utilisé dans les médias comme unité de mesure « pour rendre plus « visuelle » une information » sur la taille d'une superficie selon Radio France. Cette « unité » doit cependant rester « réaliste » en restant dans un nombre limité d'unités.